# Hospice d'Oultremont
Ne doit pas être confondu avec Tour d'Oultremont.
L'ancien hospice d'Oultremont est un immeuble classé de la ville belge de Huy (province de Liège). Il abrite actuellement la maison du tourisme Terres de Meuse ainsi que l'office de tourisme de Huy.

## Situation
L'immeuble se situe à Huy, en rive droite de la Meuse, au no 1 du quai de Namur. Il est construit perpendiculairement à la voirie, à côté de la collégiale Notre-Dame de Huy et en contrebas du fort de Huy dont les premiers murs de soutènement en pierre calcaire prolongent le pignon sud-est du bâtiment.
L'ancien hospice qui possède une tour ne doit pas être confondu avec la tour d'Oultremont située à Huy, rue de la Résistance.

## Histoire
Cette ancienne résidence de chanoines a été construite vers 1575 par Gérard d’Oultremont (né en 1535) à l’emplacement et en remplacement d’un édifice de même fonction. La plupart des baies vitrées de la façade avant (nord-est) ont été remaniées au cours du XVIIIe siècle.

## Description
L'immeuble est principalement construit en brique sous une toiture à deux pans d'ardoises. Le soubassement, le chaînage d'angle et les encadrements des baies sont réalisés en pierre calcaire. 
La façade nord-est (côté collégiale) est haute de trois niveaux et demi et compte cinq travées. Elle possède deux portes d'entrée et une porte cochère, toutes trois cintrées. A peu près au centre de la façade, se trouve un bas-relief en calcaire de la fin du XVIIe siècle représentant la Vierge et l'Enfant. 
Les pignons sont presque aveugles de même que la façade arrière qui possède néanmoins au rez-de-chaussée une baie d'origine à meneau et traverse surmontée d'un linteau en accolade. Le pignon nord-ouest (côté Meuse) a aussi conservé trois petites baies avec linteaux en accolade dans sa partie supérieure.
La tour circulaire avec étage supérieur octogonal en léger encorbellement sur consoles moulurées est adossée à la façade arrière (sud-ouest). Elle domine l'hospice d'un niveau. La porte d'accès ainsi qu'une petite baie du premier étage possèdent aussi un linteau en accolade.

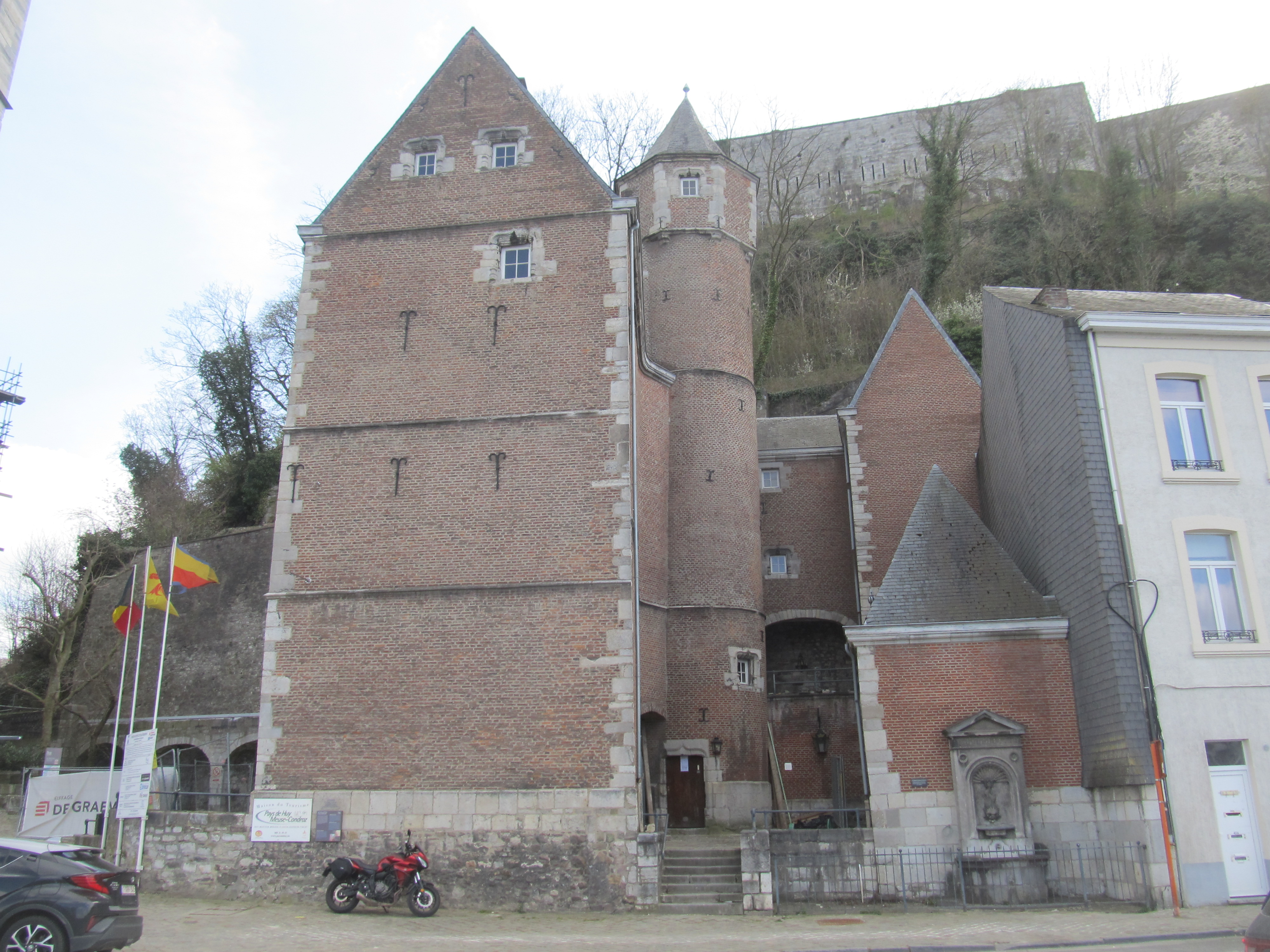
Pignon nord-ouest et tour